# Манные клёцки

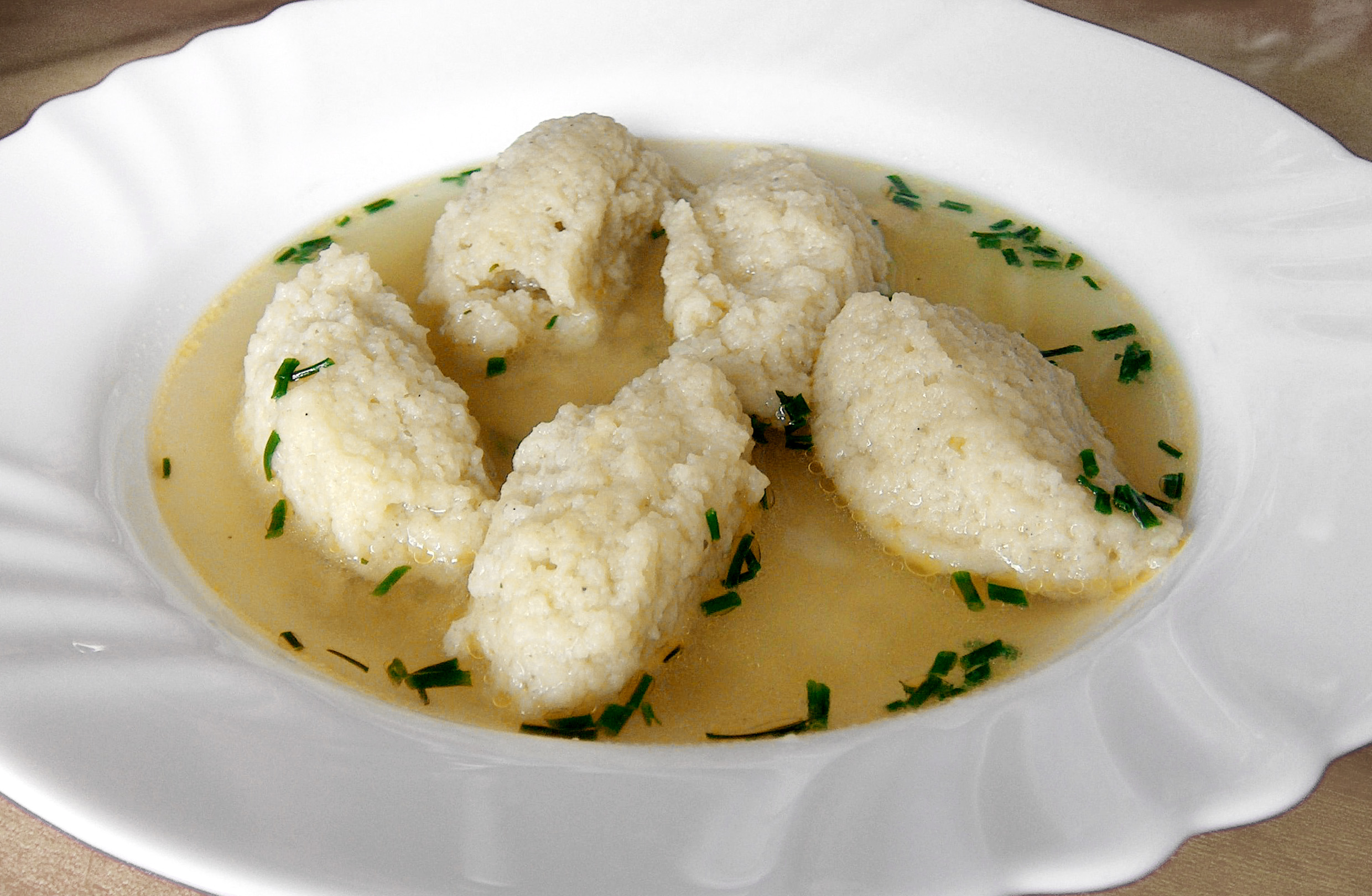
Прозрачный суп с манными клёцками

Манные клёцки — популярный вид клёцек во многих кухнях мира, замешиваются на молоке из манной крупы с добавлением яиц и масла. Обычно добавляются в супы. В некоторых кухнях сладкие манные клёцки подают на десерт.
Для приготовления манных клёцек необходимо в закипевшее подсоленное молоко или воду всыпать манную крупу и заварить вязкую манную кашу. Кашу остужают и добавляют в неё сырые яйца. В качестве приправ могут использоваться мускатный орех, лимонная цедра и сахар. Затем добавляются яйца и сливочное масло. Столовой ложкой сформировать небольшие клёцки и варить в бульоне до готовности, пока они не всплывут к поверхности. Клёцки также можно жарить на сковороде или запекать с сыром в духовке. Манные клёцки также добавляют во фруктовые супы.